# L-ドパクロムイソメラーゼ
L-ドパクロムイソメラーゼ(L-dopachrome isomerase、EC 5.3.3.12)は、以下の化学反応を触媒する酵素である。
L-ドパクロム{\displaystyle \rightleftharpoons }5,6-ジヒドロキシインドール-2-カルボン酸
従って、この酵素の1つの基質はL-ドパクロム、1つの生成物は5,6-ジヒドロキシインドール-2-カルボン酸である。
この酵素は異性化酵素、特にC=C結合の転位に関与する分子内酸化還元酵素に分類される。系統名は、L-ドパクロム ケト-エノールイソメラーゼである。その他よく用いられる名前に、dopachrome tautomerase、tyrosinase-related protein 2、TRP-1、TRP2、TRP-2、tyrosinase-related protein-2、dopachrome Delta7,Delta2-isomerase、dopachrome Delta-isomerase、dopachrome conversion factor、dopachrome isomerase、dopachrome oxidoreductase、dopachrome-rearranging enzyme、DCF、DCT、dopachrome keto-enol isomerase、L-dopachrome-methyl ester tautomerase等がある。この酵素は、チロシン代謝及びメラニン形成に関与している。